# Michel Wachenheim
Michel Wachenheim (nascido em 16 de janeiro de 1951 em Saint-Maur-des-Fossés) é um embaixador francês e representante permanente da França na Organização da Aviação Civil Internacional (ICAO). Michel Wachenheim formou-se na Escola Politécnica (turma em 1972) e na École nationale de l'aviation civile (turma em 1975) e iniciou sua carreira em 1977 no departamento de tráfego aéreo. Em 2007, Dominique Bussereau tornou-se chefe de gabinete do Ministério dos Transportes. Em 1º de setembro de 2009, tornou-se embaixador da França e representante permanente da França na Organização da Aviação Civil Internacional.
Michel Wachenheim é casado, tem três filhos e é oficial da Legião de Honra. O financiamento do Institut de formation universitaire et de recherche du transport aérien (Instituto de Pesquisa e Treinamento em Transporte Aéreo) de 2009 a 2010 leva seu nome.